# Trận Borodino
Về các trận chiến khác đã diễn ra tại Moskva, xem bài định hướng Trận Moskva
Trận Borodino (tiếng Nga: Бородинское сражение, Borodinskoe srazhenie; phiên âm: Bô-rô-đi-nô); hoặc còn gọi là Trận Sông Moskva (tiếng Pháp: Bataille de la Moskova) giữa quân đội Pháp do Napoléon I chỉ huy và quân đội Nga dưới sự chỉ huy của tướng M. I. Kutuzov diễn ra tại vùng Borodino - ngoại ô Moskva vào ngày 7 tháng 9 năm 1812 (hay 26 tháng 8 năm 1812 theo lịch Nga cổ). Đây được coi là trận chiến lớn thứ 3 và đẫm máu nhất trong các cuộc chiến tranh xâm lược của Napoléon Bonaparte, với sự tham gia của trên 25 vạn quân từ cả hai phía và số thương vong ít nhất trên 7 vạn người.
Để bảo vệ đất nước, những chiến binh Nga đã chiến đấu ngoan cường. Trận đánh lịch sử kéo dài chỉ vỏn vẹn trong một ngày trời với thiệt hại nặng nề cho cả đôi bên, nhưng vì những lý do chiến thuật quân đội Nga - sau khi tuyên bố thắng trận  - đã tự động rút lui để nhường đường cho quân Pháp tiến vào thành phố Moskva. Tuy vậy, Napoléon đã thất bại trong mục đích tiêu diệt Quân đội Nga trong trận đánh lớn một ngày. Do đó, Kutuzov và ba quân vẫn đứng vững và trận kịch chiến tại Borodino trở thành một chiến thắng tinh thần của nước Nga.
Và, sau trận đánh này quân xâm lược tinh nhuệ của Pháp đã bị tiêu hao sinh lực đáng kể, không đủ khả năng để tiếp tục đánh chiếm các vùng đất khác của Đế quốc Nga. Trong khi đó các nguồn tiếp tế lương thực thuốc men từ hậu phương đều bị quân Nga đánh phá. Kết cục mùa đông năm 1812 quân Pháp đã phải tháo chạy khỏi nước Nga và chiến dịch quân sự đánh chiếm nước Nga của Napoleon I hoàn toàn phá sản, mà nguyên nhân chủ chốt là nhờ sự sống còn của lực lượng Quân đội Nga sau trận đánh Borodino này.
Cuộc đại chiến Borodino có tầm quan trọng đặc biệt lớn trong suốt chiều dài lịch sử dân tộc Nga, là cuộc kháng chiến chống ngoại xâm của họ, đưa nước Nga cận đại trở nên vinh quang trên võ đài quốc tế. Trận đánh ác liệt này luôn lôi cuốn giới sử học. Nhờ tài nghệ chỉ huy nhân dân Nga đấu tranh chống những kẻ xâm lăng, Nguyên soái Mikhail Illarionovich Kutuzov - vị Tổng tư lệnh Quân đội Nga trong cuộc đại chiến này - được tôn vinh làm anh hùng thiên cổ. Hàng triệu người biết đến trận đánh lớn này thông qua cuốn tiểu thuyết "Chiến tranh và Hòa bình" của đại văn hào nước Nga Lev Nikolayevich Tolstoy.

## Bối cảnh lịch sử

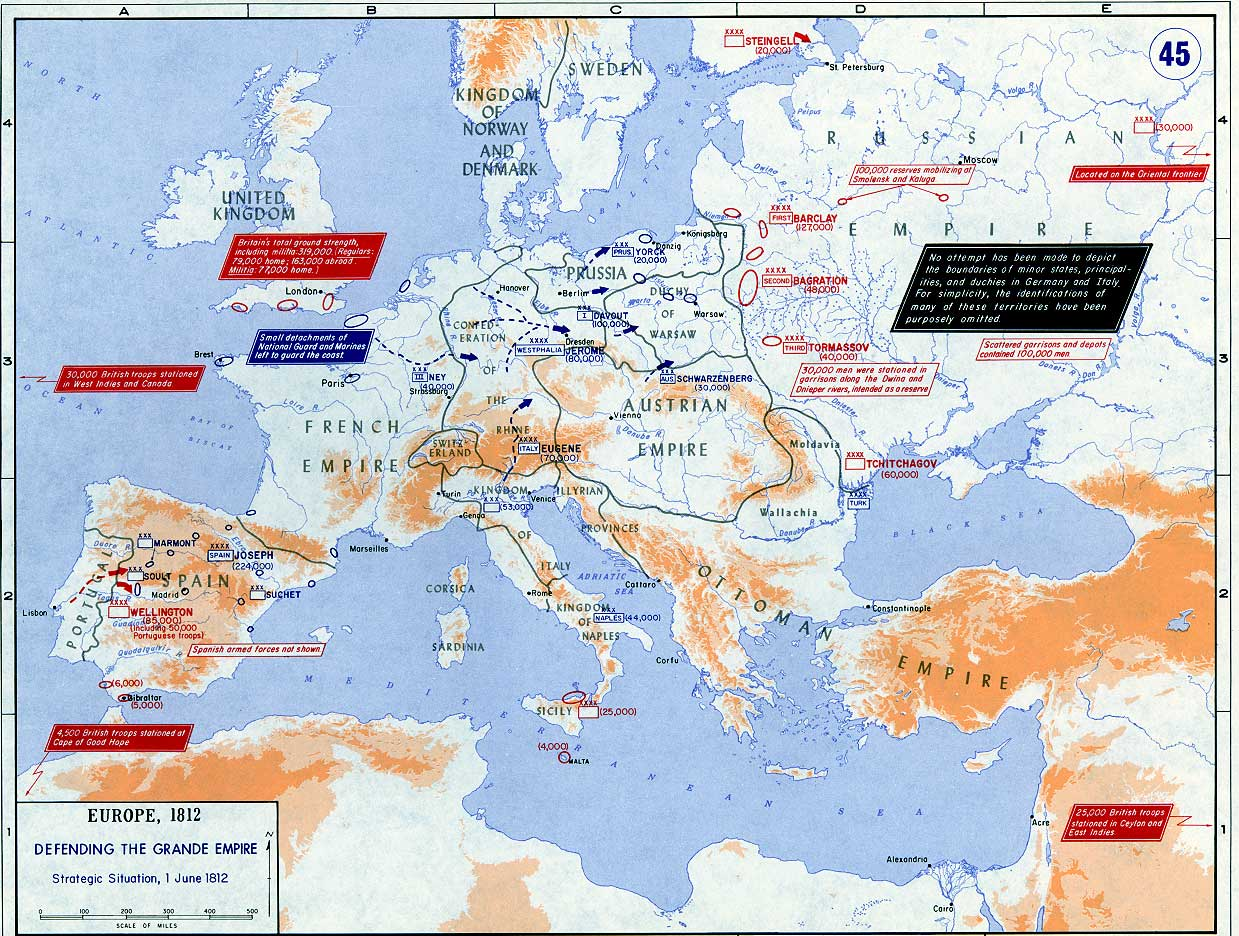
Tình hình châu Âu vào năm 1812, quân Pháp tiến quân theo nhiều hướng vào nước Nga. Mặc dù từng liên minh với Nga chống lại Pháp, nhưng trong lần này quân Áo và Phổ lại hỗ trợ quân Pháp đánh Nga.

Sau khi Quân đội Nga bị quân Pháp đánh bại trong các năm 1805 và 1807, nên Nga hoàng Aleksandr I ký kết Hiệp định Tilsit với Napoléon, theo đó người Pháp áp đặt Hệ thống Phong tỏa Lục địa lên người Nga. Trước tình cảnh đó, quý tộc Nga cảm thấy căm phẫn trước cái mà họ cho là Nga thần phục Pháp. Như Công tước Sergei Volkonsky mô tả, các thất bại tại Austerlitz và Friedland cùng với sự bất lực của Nga hoàng trước các chính sách của Napoléon là "những vết thương sâu nặng trong con tim của mọi người Nga". Người Nga quyết tâm phải trả thù. Dù Napoleon có gặp gỡ Nga hoàng vào năm 1808, nước Nga càng trở nên căng thẳng với Pháp. Thế rồi, đầu năm 1812, Triều đình Nga bí mật ký kết thoả ước thương mại với Anh Quốc, vi phạm Hệ thống Phong toả Lục địa. Nhờ đó, Nga hoàng Aleksandr I cảm thấy ông được tự do thoát khỏi sự cường quyền của ngoại bang. Tuy nhiên, Napoleon không thể chấp nhận được điều này và ông quyết định xâm lược nước Nga, để buộc Nga phải phục tùng.
Đội quân Vĩ đại (La Grande Armée) dưới sự chỉ huy của Napoleon bắt đầu hành quân vào nước Nga vào ngày 16 tháng 6 năm 1812. Sa hoàng Aleksandr I đã phát động một cuộc chiến tranh Vệ quốc nhằm chống lại kẻ xâm lược. Theo kế hoạch của viên tướng người Đức, Karl Ludwig von Phull, đại quân dưới quyền chỉ huy của Hầu tước Mikhail Barklay-de-Tolli sẽ chặn quân Pháp ở vùng Vilnius, còn đạo quân phía Nam do Bagration chỉ huy sẽ phát động đánh thọc sườn quân Pháp. Tuy nhiên, mọi người sớm nhận ra rằng kế hoạch của von Phull là một sai lầm chết người, với 60 vạn quân, La Grande Armée thừa sức nghiền nát hai đạo quân Nga. Hơn nữa, sự có mặt của Sa hoàng Nga trong lúc này càng khiến nội bộ người Nga lục đục hơn. Quân Nga đang đóng ở dọc biên Ba Lan buộc phải rút lui trược sự tiến công của người Pháp.
Vì vậy, trong những ngày đầu của cuộc chiến quân đội Pháp đã tiến rất nhanh vào sâu lãnh thổ nước Nga mà không gặp phải bất cứ sự kháng cự đáng kể nào. Sau khi đến Vitebsk, Napoleon hy vọng sẽ chạm trán và tiêu diệt quân Nga đâu đó gần đây, nhưng trên thực tế, quân Pháp đang ở cách nơi đóng quân gần nhất của quân Nga tại Kaunas tới 925 km (575 mi)  Du mục Cossack, Khinh Kỵ binh, lính du kích và cả lính Pháp đào ngũ đều được điều động đánh phá vào đường vận lương của quân Pháp khiến họ gặp nhiều khó khăn và suy giảm lực lượng. Đại quân dưới quyền chỉ huy trực tiếp của Napoleon vượt sông Neman gồm có 286.000 người nhưng vào lúc mà trận đánh diễn ra chỉ còn có 161.475, phần lớn đều chết do đói hoặc do bệnh tật. Tuy nhiên, với tham vọng đả bại quân Nga, Napoléon bỏ qua mọi trở ngại mà hành quân tiến sâu vào đất Nga và kéo dài con đường vận lương thực.
Trong khi đó, cuộc đấu đá nội bộ quân Nga giữa phe Barklay và những người còn lại nổ ra khi ông chủ trương rút tiếp để bảo toàn lực lượng và chờ đợi quân Pháp suy yếu vì thiếu đói và giá lạnh để phản công. Ông nhận thức rõ chạm trán với quân Pháp lúc này là chuốc lấy thất bại. Tuy nhiên các binh sĩ Nga đều khao khát chiến đấu chống lại quân xâm lược. Đã có nhiều tin đồn ác ý về Barclay, vì thế ông bị thất sủng và được thay thế bởi Nguyên Soái Mikhail Illarionovich Kutuzov sau khi ông này được một Ủy ban đặc biệt bầu chọn vào ngày 5 tháng 8. Vị tướng 67 tuổi không nhận được đánh giá cao từ người đương thời với ông là Napoleon. Ông thực sự cũng không ưa Barklay vì ông này là người gốc Scotland và nhiều người không chấp nhận Barklay phục tùng Kutusov. Ngày 18 tháng 8, Kutusov đến Sarevo để ra mắt quân đội.
Sau khi nắm tình hình quân đội, Kutusov tổ chức một đội hậu quân mạnh do tướng Konovnytsyn chỉ huy, rồi hạ lệnh vừa rút lui vừa chuẩn bị một trận đánh lớn. Ông hiểu rõ quyết định rút lui của tướng Barklay là chính xác nhưng cứ tiếp tục rút lui như thế này thì sĩ khí của quân Nga sẽ tiêu tan hết. Vì vậy, một trận đánh để giữ sĩ khí ba quân lúc này là rất cần thiết. Tuy nhiên, vị chỉ huy mới vẫn chưa quyết định lập đồn phòng thủ khi Moskva chỉ còn cách 125 kilômét (78 mi). Ông ra lệnh quân đội cho những người khác rút khỏi Gzhatsk (Gagarin) khi mà tỷ lệ chênh lệch giữa quân Pháp và quân Nga giảm từ 3:1 chỉ còn 5:4. Thời cơ đã đến.
Một hàng phòng ngự được thiết lập tại Borodino, vị trí đẹp nhất nằm ngay trước Moskva. Chiến trường Borodino quá mở và quá ít chướng ngại để bảo vệ quân Nga khi bị đánh thọc sườn vào bên trái. Tuy nhiên, nó được bao quanh bởi sông Kolocha và nó nằm ngay trên con đường nối liền Smolensk và Moskva, và thực tế là không có vị trí nào tốt hơn như vậy. Ngày 3 tháng 9, Kutusov bắt đầu cho quân lính đào hào đắp đất, bao gồm cả trận địa pháo của Raievsky ở chính giữa bên cánh phải và trận địa pháo của Bagration, được người Pháp gọi là "Bagration fleches" ở bên trái.

### Trận đánh tại đồn Shevardino
Các phòng tuyến ban đầu của quân Nga, vốn kéo dài từ xa lộ Smolensk (con đường hành quân mà Napoleon dự kiến), được che chở bằng một công sự hình ngũ giác được xây dựng trên một gò đất tại làng Shevardino. Tuy nhiên, các tướng Nga sớm nhận ra rằng, đây là tử địa vì cánh trái quá trống trải và dễ bị tấn công đột xuất. Vì vậy, quân Nga được lệnh rút khỏi cứ điểm này, nhưng vẫn còn có người ở lại công sự, Kutusov nói rằng việc làm này chỉ là cố cầm chân quân Pháp trong một thời gian mà thôi. Theo ý kiến của sử gia Dmitry Buturlin, cứ điểm này được sử dụng như là nơi quan sát tiến trình của quân Pháp. Các nhà sử học Winter, Ratch cùng vài người khác thì cho rằng, nó được dụng để đe dọa cánh phải quân Pháp, mặc dù khoảng giữa cách hai bên nằm qua tầm bắn của súng thời kỳ này. Tham mưu trưởng Tập đoàn quân I của Nga, Aleksey Petrovich Yermolov, từng ghi lại trong hồi ký của mình rằng cánh trái quân Nga đã được dịch chuyển khi quân Pháp bất ngờ xuất hiện sớm hơn dự kiến, do đó, Shevardino trở thành một tấm lá chắn tạm thời để che chắn cái công sự đang được sửa ở phía đó. Tuy nhiên, việc này vẫn là tâm điểm cho những cuộc tranh cãi của các sử gia cho đến tận ngày nay
Cuộc giao tranh nổ ra vào ngày 5 tháng 9 khi đạo quân của thống chế Joachim Murat chạm trán Konovnitzyn trong một cuộc đụng độ lớn giữa kỵ binh hai bên. Tuy nhiên, quân Nga rút lui về tu viện Kolorzkoi không bao lâu sau đó, khi mà phía bên sườn của họ đang bị đe dọa trầm trọng. Chiến trận tiếp tục diễn ra ngày hôm sau, khi gặp quân đoàn IV của Pháp do Phó vương Ý Eugène de Beauharnais dẫn đầu, tuy nhiên Konovnitzyn lại tiếp tục rút lui. Người Nga rút về gác tại đồn Shevardino, nơi mà một cuộc đụng độ lớn sắp xảy ra. Giao tranh lại nổ ra khi thông chế Murat dẫn đầu hai quân đoàn kỵ binh là Nansouty và Montbrun, được yểm trợ bởi Sư đoàn bộ binh Compan thuộc Quân đoàn I dưới quyền của thống chế Louis Nicolas Davout. Ngoài ra, quân Nga còn bị đạo quân do thống chế Józef Poniatowski tấn công từ phía nam. Sau một hồi giao tranh, con số thương vong của cả hai bên khá lớn, tuy nhiên những người lính Nga kiên quyết chiến đấu tới cùng và không chịu rút lui trước khi Kutosov phải lên tiếng. Quân Nga được yểm trở bởi 1 sư đoàn Thiết kỵ binh và 1 tiểu đoàn bộ binh đơn độc, họ khua chiêng trống ầm ĩ để làm người Pháp nhầm tưởng về quân số và không dám đuổi theo. Sau đó, quân Pháp chiếm được đồn Shevardino, có ít nhất 4.000-5.000 người ở phía Pháp và 6.000 người Nga đã chết hoặc bị thương nặng. Công sự bị phá hủy, và được bao phủ bởi một lớp xác lính của hai phe.
Việc quân Pháp bất ngờ đánh vào từ phía tây và sự sụp đổ của đồn Shevardino khiến nội tình quân Nga rơi vào tình trạng lộn xộn. Cánh trái của phòng tuyến của họ đã vỡ, quân Nga buộc phải rút lui về phía đông, xây dựng một vị trí phòng thủ tạm bợ tại làng Utitza. Và như vậy, một cuộc tấn công của người Pháp vào cánh trái của quân Nga là điều dễ hiểu.

## Diễn biến trận chiến

### Lực lượng đôi bên

#### Quân đội Pháp
Đại quân Pháp (La Grande Armee) do Hoàng đế Napoleon trực tiếp chỉ huy có gần 600.000 quân gồm người Pháp và các đồng minh đã ồ ạt tiến công vào nước Nga ngày 16/6/1812, vị hoàng đế trẻ tuổi nghĩ rằng chỉ một cuộc xâm lược này là có thể buộc người Nga phải thuần phục ông. Trên đường tiến công đoàn quân xâm lược chỉ gặp sức kháng cự yếu ớt, nhưng khi kéo sâu vào lãnh thổ nước Nga thì tình trạng thiếu lương thực, quân số và đạn dược đã gây cho quân Pháp nhiều khó khăn. Tuyến tiếp tế của Napoleon bị căng quá mức, lại còn bị du kích Nga đánh phá dữ dội, khiến lực lượng bị suy giảm nghiêm trọng và nạn đói tràn lan. Đại quân của Napoleon, có hơn 500.000 quân, được chỉ huy bởi những viên tướng tài giỏi chỉ như Louis Davout, Michel Ney và Caulaincourt tiến thẳng tới thủ đô Moskva, nhưng khi vượt sông Neman thì chỉ còn khoảng 160.000, chủ yếu là không theo kịp do kiệt sức, hay chết do đói và bệnh tật. Tính đến thời điểm diễn ra trận Borodino, trong tay Napoleon có 123.000 quân bao gồm quân chính quy và kỵ binh, 37.000 Cận vệ Đế chế và 587 khẩu pháo đủ loại.

#### Quân đội Nga
Lực lượng Nga đồn trú tại Borodino nằm dưới sự chỉ huy của Nguyên soái Mikhail Kutuzov có 132.000 quân và 640 khẩu pháo, Kutuzov được Uỷ ban Đặc biệt bầu làm Tổng chỉ huy Quân đội Nga do Tướng Barklay bị Nga Hoàng Alexander I thất sủng vì bất đồng ý kiến về việc có nên mặt đối mặt giao chiến với quân Pháp hay không. Vị Nguyên soái đã nhận thức được rằng ý kiến rút lui của Barklay không sai vì nếu bây giờ họ giao chiến với quân Pháp thì sẽ không thắng nổi mà có nguy cơ bị tiêu diệt, nhưng ông cũng biết nếu cứ tiếp tục rút lui thì sĩ khí quân Nga sẽ tiêu tan hết, cho nên một trận đánh để nâng cao tinh thần ba quân là cần thiết, và cuối cùng vị Nguyên soái chọn thôn Borodino sẽ là nơi giao chiến. 

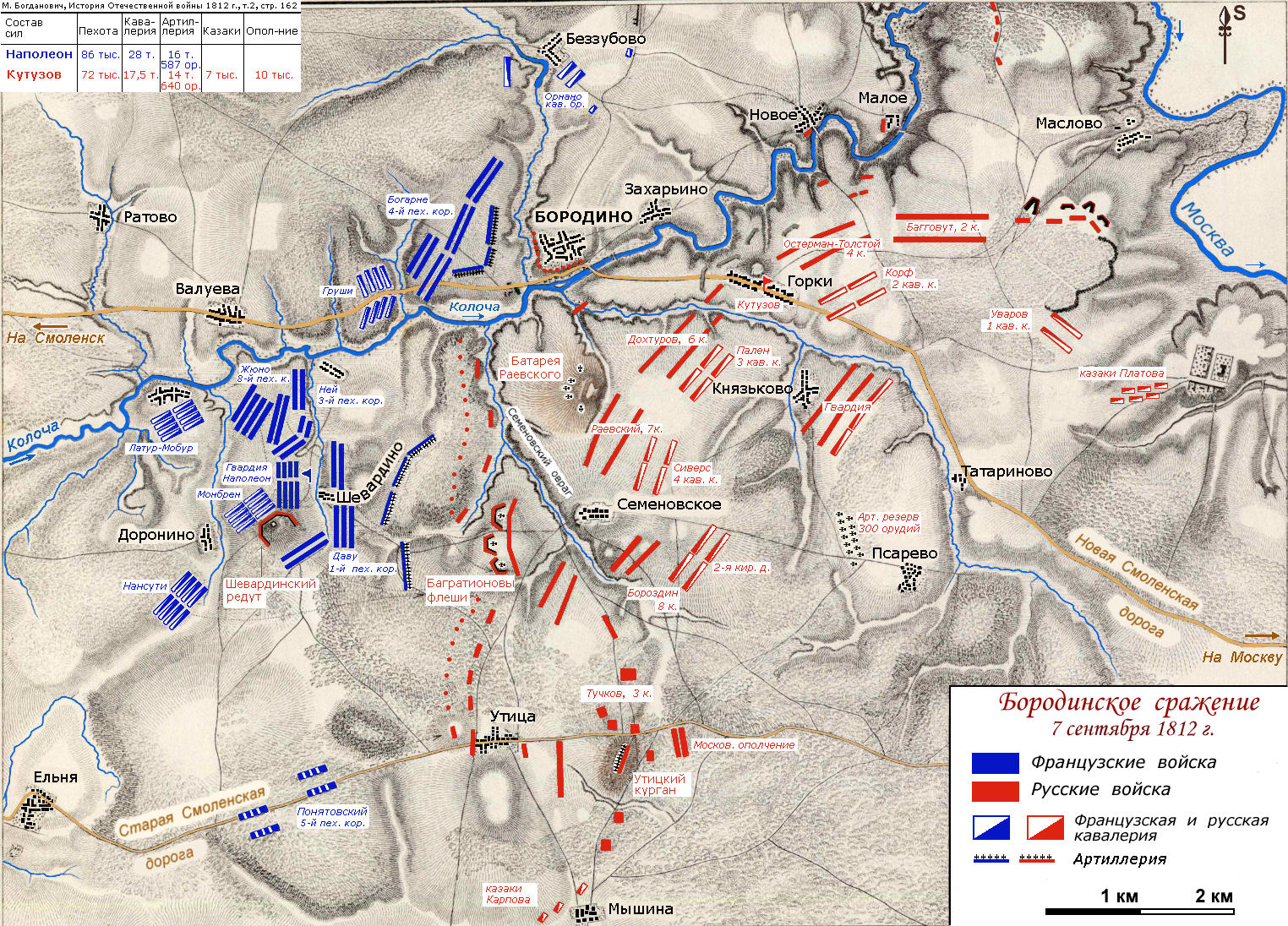
Bản đồ mô tả hình thế chiến trường Borodino năm 1812

### Bố trí đội hình
Vị trí của quân Nga tại Borodino được bao bọc bởi một loạt công sự bằng đất chạy dài theo một vòng cung từ phía sông Moskva bên phải, và chạy dọc theo nhánh của nó là sông Kolocha (bờ sông có dốc thẳng đứng, góp phần vào phòng thủ), và hướng tới làng Utitza ở bên trái. Rừng dày rải rác dọc theo bên cánh trái người Nga và ở trung quân Pháp (phía Kolocha), khiến việc triển khai và kiểm soát của người Pháp trở nên khó khăn, và đi song song nó lại giúp những người đang cố phòng thủ. Trung quân Nga được bao quanh bởi trận địa pháo Raievsky, được lắp hàng chục khẩu pháo từ 12 đến 19 pao.
Kutuzov là rất quan tâm tới việc người Pháp có thể đánh chiếm xa lộ Smolensk mới xung quanh vị trí của mình và hướng đến Moskva, do vậy, ông sai tướng Barclay cùng Tập đoàn quân thứ 1 đóng ở phía bên phải bên phải, vị trí này vốn được phòng thủ chắc chắn và hầu như không thể bị tấn công bởi người Pháp. Tập đoàn quân thứ 2 dưới quyền tướng Bagration vốn được dự kiến đóng ở phía bên trái, và phòng tuyến Shevardino đã vỡ khiến tình thế trở nên nghiêm trọng nhưng Kutuzov không làm gì để thay đổi các khuynh hướng ban đầu mặc dù các tướng luôn xin triển khai lại quân đội.

### Bagration fleches

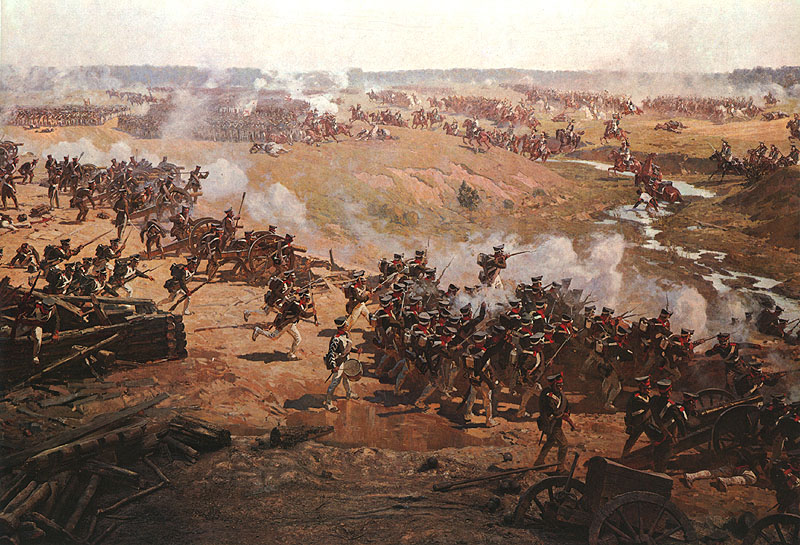
Kỵ binh hạng nặng dưới quyền tướng Nansouty tấn công đội hình hình vuông của quân Cận vệ Nga ở bên trái Semyanovskaya. Chi tiết từ Quang cảnh Borodino bởi Franz Roubaud, 1912.

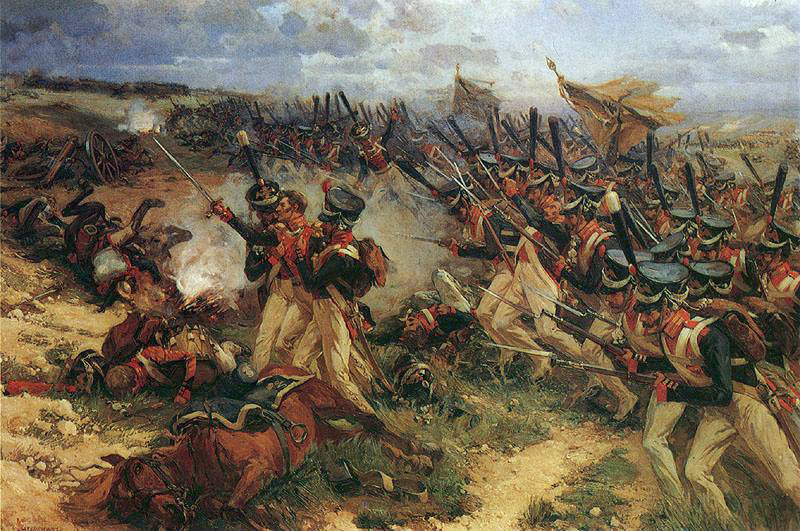
Đội Cận vệ Nga xung kích

Khu vực đầu tiên xảy ra đụng độ là Bagration fleches, như đã được dự báo bởi hai tướng Barclay de Tolly và Bagration. Napoleon, thống lĩnh quân đội Pháp, đưa ra nhiều mệnh lệnh thiếu mạch lạc tương tự như đối thủ Nga của mình, việc triển khai quân đội của ông tỏ ra không hiệu quả và không khai thác những điểm yếu của quân Nga. Pháo binh Pháp khai hỏa lúc 6 giờ sáng và cùng lúc đó là liên tiếp những cú đáp trả của người Nga. Quân đội hai bên đều đứng trong tầm bắn của pháo binh đối phương nên thiệt hại về quân số khá lớn. Hai phía sử dụng ba loại đạn khác nhau: đạn thượng, lựu đạn và đạn bi. Những người lính Nga dày dặn kinh nghiệm đứng nhìn đạn pháo địch bay vút qua và nhắc nhở những anh dân quân chớ dại mà dùng chân phan đạn pháo. Sư đoàn Delzon, thuộc quân đoàn của tướng Eugène de Beauharnais, được lệnh chiếm làng Borodino và thành công sau khi bị mất nữa quân số. Hai sư đoàn khác được lệnh vượt sông Kolocha nhằm đáp trả lại bộ binh Nga. Cùng lúc đó Davout tung hai sư đoàn của mình đánh thẳng vào fleches phía nam và san bằng nó sau hai giờ đồng hồ. Mặc dù thành công nhưng Compans lại bị dính chấn thương nặng. Ở phía nam, sư đoàn Tutschkows theo lệnh tướng Poniatowski chiếm được làng Utiza.
Quân Nga được lệnh của Kutusov nhanh chóng đáp trả bằng một cuộc tấn công vào fleches phía nam vốn bị Pháp chiếm trước đó. Thống chế Jean Rapp ra lệnh cho sư đoàn của tướng Compans, được yểm trở bởi tướng Desaix và Junot, sư đoàn Ledrus thuộc quân đoàn của Ney đánh chiếm công sự tiếp theo. Cả hai công sự đều bị người Pháp chiếm sau đó không lâu, nhưng họ lại gặp khó khăn ngay sau đó. Các fleches được thiết kế hình chữ V nên quân Pháp bị đe dọa cả hai phía. Trong 3 giờ đồng hồ tiếp theo, công sự này bị công ít nhất 7 lần. Ngay từ lúc 7 giờ, Kutosov điều ba trung đoàn Cận vệ, 3 trung đoàn Thiết kỵ binh, và 8 trung đoàn lính phóng lựu cùng 24 khẩu đại pháo 24 pao vào đội dự bị. Trong 2 giờ đồng hồ tiếp theo, Kutuzov liên tiếp đưa ra các lệnh rút quân. Lúc mười giờ quân Pháp đánh bật được Bagration và chiếm được tất cả ba fleches. Bagration ngay sau đó thu thập tàn quân và chiếm được lại công sự của mình, nhưng ông lại bị trúng đạn vào chân và chết ngay sau đó ít lâu.

### Cuộc tấn công của quân Pháp vào trận địa pháo Raevsky
| “                                             | Hỡi ba quân, phải Moskva đang ở phía sau chúng ta đó không? Chúng ta hãy hy sinh trước Moskva như cha ông ta ngày trước vậy. Và chúng ta thề quyết tử và chúng ta phải giữ lời tuyên thệ trung thành của chúng ta trong trận đánh Borodino. | ” |
| — Lời một binh sĩ Nga già, giàu lòng yêu nước | |   |

Do Napoleon chẳng biết gì về lòng kiên cường đấu tranh của người Nga nên ông nghĩ rằng chỉ một trận đánh Borodino cùng với cuộc xâm lược thành Moskva sẽ buộc người Nga phải thần phục ông. 5 giờ sáng ngay 7-9-1812, quân Pháp bắt đầu tiến công. Thế là mở ra trận Borodino - trận đánh khốc liệt nhất ở châu Âu trước cuộc Chiến tranh thế giới lần thứ nhất. Các đợt tấn công đầu tiên của quân Pháp nhằm vào cánh phải quân Nga, nhưng ít lâu sau đó, ý đồ của Napoleon đã lộ rõ: mục tiêu thật sự là các lực lượng cánh trái và trung tâm, cụ thể là trận địa pháo Raievsky. Sau khi chiếm lĩnh được nó rồi, quân Pháp sẽ ép quân Nga về dòng sông Kolocha để tiêu diệt
Lúc đầu do có lực lượng ưu thế nên quân Pháp đã chiếm được thôn Borodino nhưng không phát triển tiếp được do quân Nga đánh trả dữ dội. Nhìn chung các cuộc đột kích đầu tiên của quân Pháp nhằm lôi kéo Quân đội Nga di chuyển đội hình về hai cạnh sườn đều không đạt kết quả.
Đến 6 giờ, quân Pháp chuyển sang tiến công trận địa phòng ngự quân Nga ở thôn Semenovski nhưng cũng bị đẩy lùi. Ngay sau đó, Napoleon tập trung 8 sư đoàn bộ binh, 3 quân đoàn kị binh và 120 pháo mở cuộc đột kích lần thứ hai. Quân Pháp lúc đầu chiếm được phía Nam khu vực phòng ngự do tướng Bagration chỉ huy, nhưng sau đó quân Nga phản kích chiếm lại. 8 giờ, quân Pháp mở cuộc công kích lần thứ 3, nhưng lại bị thất bại. Trong khi đó 2 sư đoàn kỵ binh Pháp tiến công trận địa pháo do Raievsky chỉ huy cũng không đạt kết quả. Như vậy, cả ba cuộc công kích của quân Pháp vào khu vực chủ yếu trận địa của quân Nga đã thất bại.
Ở cánh trái trận địa Quân đội Nga, một quân đoàn Pháp sau 3 giờ công kích liên tục đã chiếm được thôn Utisa. Thắng lợi ở Utisa đã củng cố quyết tâm xâm lược của Napoloon. Ông tiếp tục mở 8 đợt công kích vào trận địa pháo của Raievsky và khu vực phòng ngự ở Semenovski. Cuộc chiến tại đây diễn ra rất quyết liệt. Quân Pháp và quân Nga giành giật nhau các khu vực trận địa, quân đội Nga đã liên tiếp đánh lui các đợt tấn công ác liệt của quân Pháp, khi không còn đạn súng hỏa mai, hai bên lao vào dùng gươm và lưỡi lê đánh giáp lá cà. Trong đợt công kích lần thứ 6, Napoleon tập trung trên một đoạn hẹp rộng 1.5 km tới 100 khẩu pháo, và 45.000 quân. Quân Nga có khoảng 15.000 quân và 200 khẩu pháo đã kháng cự vô cùng quyết liệt. Trong lần công kích này của quân Pháp, hơn một nửa số pháo Nga bị phá hủy, công sự bị san bằng nhưng quân Pháp không thể chiếm được trận địa. Vị Nguyên soái anh dũng Bagration bị thương nặng, được đưa ra khỏi chiến trường và không lâu sau qua đời do vết thương không thể chữa được, nhưng tinh thần dũng cảm và ý chí của ông đã thôi thúc những người lính Nga tiếp tục chiến đấu. Mệnh lệnh của Kutuzov "giữ vững trận địa đến người cuối cùng" đã được thông báo cho toàn bộ các đơn vị Quân đội Nga. Tuy nhiên, do lực lượng quân Pháp chiếm ưu thế nên Kutuzov quyết định cho ba quân rút lui theo khe núi ở thôn Semenovski để củng cố lực lượng.
Sau khi chiếm được một số khu vực phòng ngự, quân Pháp tập trung lực lượng mở đợt tiến công và chiếm được khu vực phía Tây thôn Semenovski. Tại đây, trận địa pháo của Raievsky đã ở trước mặt quân Pháp. Napoleon tung hầu hết lực lượng dự bị và đang cân nhắc liệu có tung đội Cận vệ của mình vào chiến đấu hay không. Trước tình thế nguy hiểm đó, Kutuzov đã có một quyết định kịp thời: lệnh cho kỵ binh Nga của tướng Platov tiến công đánh vào cánh trái quân Pháp, đồng thời sử dụng đội kỵ binh Kazak tiến công đoàn xe vận tải của đối phương. Kỵ binh Nga đã chọc thủng được đội hình quân Pháp và gây ra sự hoảng loạn ở hậu phương, buộc Napoleon phải điều lực lượng về cánh trái để duy trì cuộc tiến công vào trận địa pháo của Raievsky và không tung đội cận vệ vào trận chiến. Trận tấn công bị hoãn lại. Chớp thời cơ, Kutuzov tăng cường lực lượng ở trung tâm và cánh trái bằng cách điều lực lượng dự bị và lực lượng từ cánh phải dồn lại. Trong suốt trận đánh kịch liệt, Bá tước Caulaincourt tháp tùng Napoleon. Ông ngồi trong trại quân, cảm thấy thật nhớ thương người vợ mới cưới của mình, cưới chưa được bao ngày thì phải xa cách.
Đến 14 giờ, Napoleon tiếp tục cho lực lượng tiến công trận địa pháo quân Nga và đưa đội dự bị cuối cùng vào chiến đấu. Đội giáp binh của Bá tước Caulaincourt được tung vào trận, sau khi Quân đội Nga tiêu diệt được tướng Pháp Montbrunn. Về phía Nga, sư đoàn 24 của tướng Likhatrov được điều đến bảo vệ. Trận chiến lại diễn ra quyết liệt. Quân Nga chiến đấu dũng cảm theo lời kêu gọi của tướng Likhatrov: "Anh em ơi, phía sau là Mát-xcơ-va." Tuy nhiên quân Pháp càng lúc càng áp đảo, các khẩu pháo Nga lúc này không thể khai hỏa vì quân Pháp quá gần. Các pháo thủ phải dùng cả cây thông nòng để chiến đấu, cuộc chiến giáp lá cà diễn ra ác liệt. Mặc dù bị thiệt hại nặng nề, nhưng đến 15 giờ 30 phút, quân Pháp đã chiếm được trận địa. Toàn bộ sư đoàn 24 Nga nằm lại trận địa. Likhatrov cũng phanh ngực xông thẳng vào lưỡi lê của quân địch, trận địa pháo thất thủ. Bên cạnh xác các binh sĩ Nga là 1.000 xác chết thuộc đội giáp binh của quân Pháp, trong đó có cả Caulaincourt. Khi giao chiến với Likhatrov, Caulaincourt đã bị trúng một viên đạn súng hỏa mai Quân đội Nga và ngã xuống trước toàn thể đội giáp binh của ông ta, và đây là một tổn thất lớn lao đối với Napoléon nói riêng và toàn thể quân Pháp nói chung.
Song việc chiếm trận địa pháo của Raievsky không còn ý nghĩa. Lúc đó, quân Nga đã bỏ khu vực phòng ngự ở cánh trái và trung tâm lên chiếm lĩnh trận địa mới cách đó từ 1 đến 1.5 km. Như vậy, quân Nga mặc dù bị mất một số khu vực nhưng vẫn giữ được vững đội hình chiến đấu. Trong khi đó quân Pháp sau nhiều lần công kích, lực lượng bị tiêu hao quá lớn buộc Napoleon phải ngừng công kích, ra lệnh cho quân Pháp rút về vị trí xuất phát tiến công. Đó cũng là biểu hiện sự bế tắc của Napoleon trong trận này. Ngay sau đó quân Nga đã phản công chiếm lại các vị trí tiền tiêu. Đại văn hào Lev Nikolayevich Tolstoy có viết:
| “                          | Quân Pháp tấn công quân Nga với mục đích đánh bật quân Nga ra khỏi vị trí của nó, đáng lý phải thực hiện sự cố gắng ấy vì hễ quân Nga còn chặn con đường vào Moskva thì quân Pháp vẫn còn chưa đạt được mục đích, và tất cả những cố gắng cũng như những tổn thất của họ đều thành ra vô ích. Nhưng quân Pháp đã không thực hiện sự cố gắng ấy. | ” |
| — Lev Nikolayevich Tolstoy | |   |

Đến 18 giờ, sau khi tổ chức củng cố lại trận địa, Kutuzov tuyên bố quân Nga chiến thắng và ông vẫn động viên quân Nga sẵn sàng đánh bại các cuộc tiến công của quân Pháp đồng thời chuẩn bị cho cuộc tiến công quân địch vào sáng hôm sau. Với cuộc đấu tranh anh dũng của Quân đội Nga, giờ đây quân cướp nước đã suy yếu, và trận đánh Borodino đã trở thành một chiến thắng thực sự của nước Nga. Song, về phía quân Nga cũng bị tổn thất lớn qua các đợt công kích liên tục của quân Pháp khiến Kutuzov phải suy nghĩ. Ông cho rằng dù đã đánh bại các cuộc công kích của quân Pháp, song cho đến thời điểm này, lực lượng chủ yếu của Quân đội Nga vẫn cần phải được bảo toàn, chờ thời cơ giành chiến thắng quyết định. Bằng sự cân nhắc trận trọng đó, Kutuzov quyết định cho Quân đội Nga rút khỏi Borodino.

Trung đoàn Izmailovsky của Nga trong trận chiến Borodino

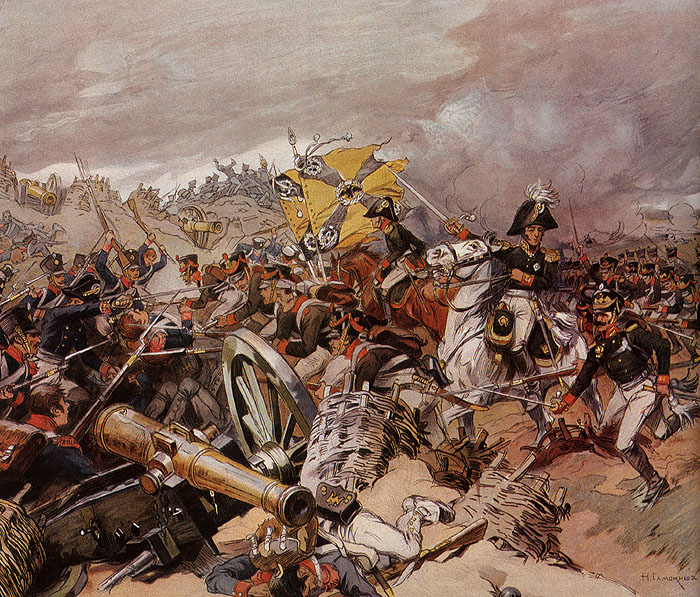
Cuộc chiến đấu của người Nga ở cứ điển Shevardin. Tranh của Nikolai Samokish năm 1910

### Napoléon không tung đội Cận vệ tham chiến
Cuộc chiến đã giằng co tới mức Napoleon đã không dám sử dụng 37.000 quân thuộc lực lượng Cận vệ Đế chế vì sợ rằng cuộc chiến sẽ còn tiếp diễn vào ngày tiếp theo. Napoleon từng nói rằng một trận thắng vang dội thể hiện qua số lượng tù binh đối phương bị bắt, trong khi trong trận đánh này quân Pháp xâm lược chỉ có thể bắt sống được 800 tù binh Nga, do đó hào khí của Quân đội Nga hoàn toàn không bị lung lay. Theo thấu hiểu của Nguyên soái Kutuzov, chừng nào lực lượng Quân đội Nga vẫn còn tồn tại thì quân xâm lược không thể nào thắng cuộc được. Trong kiệt tác Chiến tranh và Hòa bình, đại văn hào Lev Nikolayevich Tolstoy có viết:
| “             | Một vài sử gia nói rằng Napoléon cho đội Cận Vệ nguyên vẹn của ông ra chiến trường là có thể thắng trận. Nhưng nói về những việc sẽ diễn ra nếu Napoléon cho đội Cận Vệ của mình nhập trận thì cũng chẳng khác gì nói về những việc sẽ xảy ra nếu mùa thu bỗng chốc biến thành mùa xuân. Điều đó không thể có được. Sở dĩ Napoléon không tung đội cận vệ của mình ra không phải vì ông ta không muốn, mà là vì ông ta không thể làm như thế được. Tất cả các tướng tá và quân sĩ đều biết rằng không thể làm như vậy, bởi vì tinh thần quân Pháp đã suy sụp không cho phép làm như vậy. | ” |
| — Lev Tolstoy | |   |

Tuy nhiên, khi chiều tối, Kutuzov đã quyết định rút khỏi trận chiến và lệnh cho tướng Gortrakov bí mật rút quân ra sau thung lũng Semenovski. Do việc tuyên bố chiến thắng của ông trước đó đã làm cho hào khí của Quân đội Nga lên đến tột độ, nhiều chiến binh không đồng ý với việc lui quân. Tuy nhiên, họ vẫn tuyên lệnh vị chủ tướng. Trận chiến Borodino đã kết thúc giữa chừng. Trên đường rút, các chiến binh Nga chôn cất các liệt sĩ, và quân thù phải lác mắt trước cuộc lui binh này. Có người Pháp tên Fantin des Odoards phải viết trong nhật ký của ông ta: "Nói trắng ra, những con người đó - mà chúng ta hay gọi là man di mọi rợ đã chăm sóc kỹ lưỡng các thương binh và chôn cất tử tế các binh sĩ trận vong của họ..." Tuy nhiên, vẫn còn hàng trăm thương binh Nga tập hợp ở Mozhaisk, và họ bị kẹt lại ở đó vì không có ai đưa khỏi. Theo như lời giải thích của Mikhailovsky- Danilevsky:
| “                         | Chính quyền dân sự của tỉnh Moskva giải thích về việc thiếu thốn phương tiện vận chuyển là do những quận gần với chiến trường nhất được Bộ trưởng Bộ Chiến tranh theo dõi, trong khi chính quyền quân sự tìm thấy rất ít người còn lại ở làng, do phần lớn người phải rút đi để tránh bị rơi vào tay địch. | ” |
| — Mikhailovsky-Danileysky | |   |

Những lời yêu cầu khẩn thiết của Kutuzov đến quan Tổng đốc Rostopchin về việc cung cấp ngựa và phương tiện vận tải đều bị phớt lờ, và cuối cùng những thương binh Nga tại Mozhaisk bị bỏ qua. Sáng hôm sau trận đánh khốc liệt, Napoleon ra quan sát chiến trường, và một bộ tướng của ông ta là Armand Augustin Louis de Caulaincourt phải nhận định, Borodino "chất đầy thây người".
Trận chiến Borodino được coi là trận đánh một ngày đẫm máu nhất trong lịch sử thế giới thế kỷ 19. Theo thống kê của nhà sử học Adam Zamoyski, quân đội Pháp đã có 28.085 binh sĩ thiệt mạng và bị thương, còn theo ông Lê Vinh Quốc thì thiệt hại là 58.000, trong đó có 53 tướng. Theo "USSR information bulletin" thì Kỵ binh Pháp là đơn vị bị thiệt hại thê thảm hơn cả., với 60% lực lượng bị thương vong. Quân đội Nga thì mất khoảng 38.000 - 45.000 quân, trong đó có 23 tướng. Quân Nga mất nhiều lính hơn Pháp khoảng 25%, nhưng tổn thất về tướng lĩnh và sĩ quan của họ chỉ bằng một nửa so với Pháp.
Tổng cộng thiệt hại cho cả hai bên là 73.000 quân, tức gần 1/4 tổng số quân được hai bên huy động cho trận đánh. Nếu tính trung bình mỗi giờ có 8.500 binh sĩ của cả hai bên phải bỏ mạng tại chiến trường, một trung đội trong một phút. Có những đơn vị mất gần 80% quân số. Song, Nguyên soái Kutuzov hãy còn nhiều quân dự bị để có thể huy động thêm, và ông có thể không cần phải lo âu nếu địch quân tuyên bố chiến thắng. Ông đã giữ vững được lực lượng Quân đội Nga và đánh cho quân đội địch bị suy nhược. Như đại văn hào Lev N. Tolstoy đã tưởng tượng trong tiểu thuyết "Chiến tranh và Hòa bình":
| “                          | Nhìn cảnh tượng khủng khiếp của bãi chiến trường ngổn ngang những chiếc xác chết, những người bị thương, trong khi đầu óc còn choáng váng vì được tin hai mươi viên tướng quen thuộc của mình đã bị thương và tử trận, và nhận thức rõ rệt rằng cánh tay bấy lâu vô địch của mình đã trở thành bất lực, Napoléon thể nghiệm một ấn tượng không ngờ, mặc dầu thường ngày ông vẫn thích nhìn những người tử trận và bị thương, để thử thách sức mạnh tinh thần của mình (như ông ta vẫn tưởng). Nhưng hôm nay cảnh tượng ghê rợn của chiến trường đã thắng cái sức mạnh tinh thần mà ông ta cho là đã làm và nên làm những công đức và vì sự vĩ đại của mình. Ông vội vã rời khỏi chiến trường và trở về đồi Sevadino. Mặt vàng võ sưng húp, người nặng nề, mắt đục ngầu, mũi đỏ gay và tiếng nói khản đặc, ông ta ngồi trên chiếc ghế xếp, bất giác lắng nghe tiếng súng, mắt ngước lên. Ông ta bồn chồn lo lắng chờ giờ kết thúc trận chiến đấu mà ông tưởng mình đã nhúng tay vào, nhưng thực ra thì ông không thể nào bắt nó dừng lại được. | ” |
| — Lev Nikolayevich Tolstoy | |   |

Tử thi quân Nga khi kết thúc trận chiến

Theo truyện "chiến tranh và Hòa bình" của Lev Tolstoy thì "Không những Napoléon mà toàn quân Pháp - dù có đích thân tham chiến hoặc là không đích thân tham chiến, và dù đã có được nhiều trải nghiệm vì chuyên đi cướp nước trong vòng nhiều năm, đều cảm thấy hoảng sợ vì Quân đội Nga vẫn sống còn dù nhiều binh sĩ Nga đã hy sinh. Vào ngày 11 tháng 9 năm 1812, tại kinh thành Sankt-Peterburg, Nga hoàng Aleksandr I đã nghe được những tin tức đầu tiên về trận đánh kịch liệt tại Borodino, và về chiến thắng vang dội của Kutuzov nữa. Không những thế, sau đó diễn ra lễ mừng thọ Nga hoàng, do đó người Nga vui sướng làm lễ tại chốn kinh kỳ trong suốt hai ngày liền. 9 ngày sau đó Kutuzov cũng trình bày chiến lược của ông cho nhà vua". Trong khi đó cũng theo tiểu thuyết "chiến tranh và Hòa bình" của Nga thì "đối với người Pháp, thất bại này góp phần làm cho sự sụp đổ và thất bại của bọn họ là khó tránh khỏi".

## Đánh giá về trận chiến Borodino

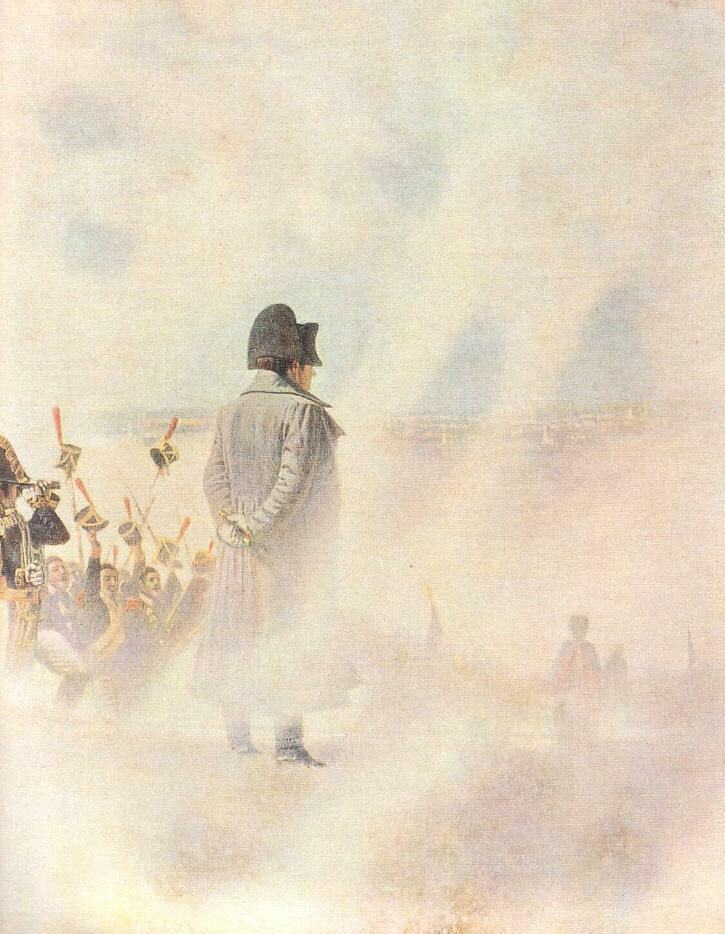
Quân Pháp tiến vào Moskva, Nga.

Cuộc đại chiến Borodino được chính Nguyên soái Mikhail Illarionovich Kutuzov xem là "trận đánh đẫm máu nhất thời nay". Nhưng trận chiến này lại không có kết quả quyết định, bất cháp một sự thật là cả hai đều tuyên bố chiến thắng. Dù Napoléon có gửi thư về cho vợ của ông ta: "Nàng ơi Ta viết cho nàng từ trận địa Borodino. Hôm qua Ta đã đập tan bọn Nga và toàn thể quân đội của chúng... Trận đánh thật khốc liệt... Nhiều chiến binh của Ta bị thương vong và thiệt mạng", bãi chiến trường khốc liệt Borodino đã trở thành mồ chôn của Kỵ binh Pháp. Vả lại, Nguyên soái Kutuzov cũng viết cho vợ của ông: "Ta vẫn tốt, em ạ, và ta không thua trận; Ta đã đánh thắng được Bonaparte". Theo nhà sử học quân sự Christopher Duffy, Trận đánh ác liệt này có thể được xem là một cuộc đại chiến Torgau của thế kỷ XIX, là một trận đánh hết sức đẫm máu và quy mô lớn, nhưng làm cho cả hai đoàn quân tham chiến đều không thật sự đạt được mục tiêu quyết định của mình. Giống như cuộc đại chiến tại Zorndorf (1758) chống vua Friedrich II Đại Đế nước Phổ, các chiến binh Nga đã thể hiện lòng quyết tâm đấu tranh tới cùng. Và, đại văn hào nước Nga Lev Nikolayevich Tolstoy - người đã tái hiện rất thành công về trận đánh Borodino trong tác phẩm "Chiến tranh và Hòa bình" - đã viết:
| “             | Sức mạnh tinh thần của quân đội Pháp, là quân đội tấn công, đã tiêu ma hết rồi. Đây không phải là một chiến thắng được tính bằng những mảnh vải buộc vào các cây gậy mà ta gọi là quân kỳ, hay là bằng những khoảng đất chiếm được. Đây là một thắng lợi về tinh thần, nó chứng minh sức mạnh của quân ta và sự bất lực của quân thù. | ” |
| — Lev Tolstoy | |   |

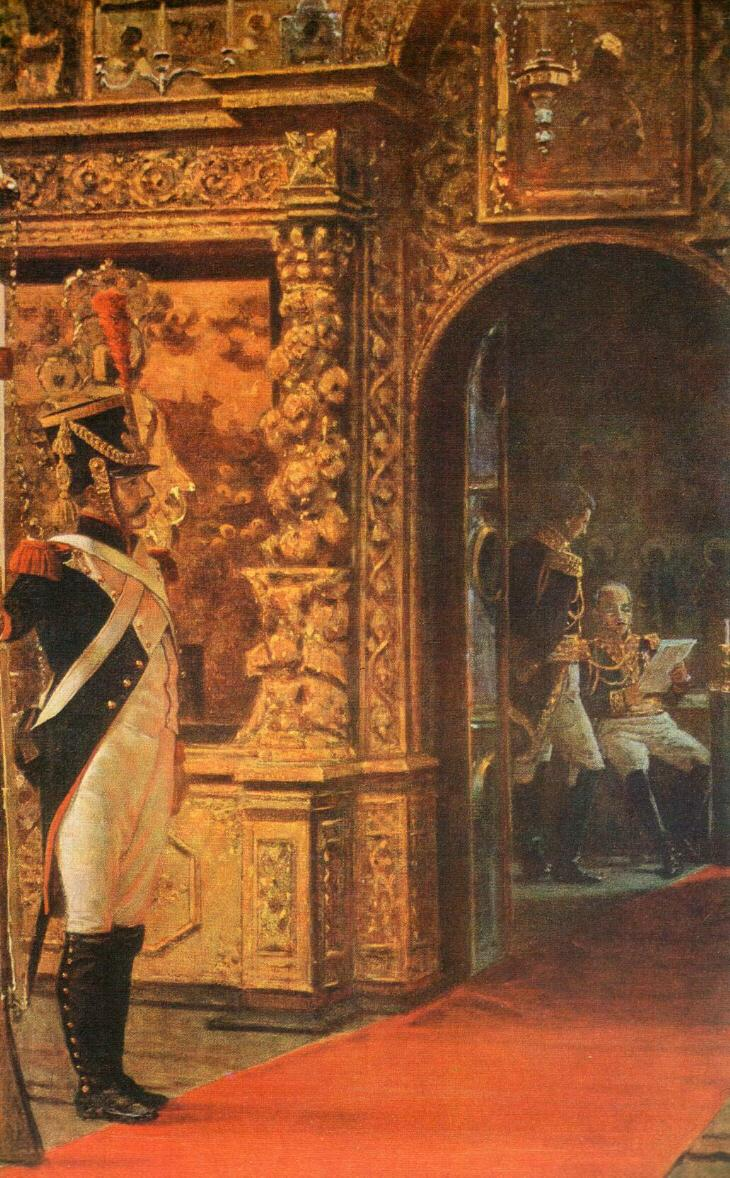
Thống chế Davout của Pháp ở Moskva năm 1812

Thật vậy, quân Nga đã trụ vững trước các đợt tấn công của quân Pháp. Napoleon không đạt được một mục tiêu chiến lược rõ rệt mặc dù quân Pháp đã tổn thất rất nhiều binh tướng. Không những về nhân lực mà trận Borodino còn là một đòn giáng nặng nề về tinh thần của Quân đội xâm lược Pháp, chứng tỏ việc lui binh của Napoleon giờ đây chỉ còn là vấn đề thời gian. Một nhà sử học Liên Xô (cũ) cho rằng: "Trận chiến ở Borodino là đòn giáng nặng nề đầu tiên vào Napoléon khi ông ta làm nhà độc tài của toàn châu Âu." Nhiều nhà sử học đã cho rằng Kutuzov đánh giá quân Nga không đủ sức chống trả lại quân Pháp nếu tiếp tục cuộc chiến vì thế đã quyết định rút lui bảo toàn lực lượng. Ông khẳng định: "Mất Moskva nhưng nước Nga vẫn còn. Nhiệm vụ đầu tiên là bảo toàn quân đội. Bằng cách rút khỏi Moskva, chúng ta chuẩn bị mồ chôn quân thù. Tôi biết rằng trách nhiệm đổ lên vai tôi, nhưng tôi hiến thân mình vì lợi ích của Tổ Quốc. Tôi ra lệnh rút quân". Sau trận đánh Borodino, quân Nga theo lệnh của Sa hoàng đã đốt trụi Moskva ra tro - một điều mà Napoleon không thể ngờ được khi ông ta tiến vào được thành phố Moskva không một bóng người. Trong khi có người xem trận đánh kịch liệt tại Borodino là chiến thắng của người Nga, có người xem đây là một chiến thắng kiểu Pyrros của người Pháp, quân Pháp trong trận này phản ánh rõ câu nói của vua Pyrros khi ông đánh thắng quân La Mã, rằng một thắng lợi như thế nữa sẽ tiêu diệt được ông. Trận đánh Borodino được coi là cuộc chiến đấu xuất sắc của quân dân Nga đã bảo vệ đất nước, với tầm quan trọng quốc tế vô cùng lớn lao vì một kẻ độc tài khét tiếng châu Âu là Napoleon đã phải nếm mùi thất bại. Trong bài thơ kể về trận chiến tại Borodino, thi hào nước Nga là Mikhail Yuryevich Lermontov ca ngợi: "Không có lý gì mà toàn thể nước Nga không nhớ đến trận Borodino".
Tuy nhiên đây là một sách lược tuyệt vời, mang tính bước ngoặt đối với toàn cuộc chiến tranh. Đúng như Kutuzov dự đoán, Moskva mở đầu sự sụp đổ của chế độ độc tài Napoléon. Do bị tiêu hao binh lực sau trận Borodino quân Pháp không thể tiếp tục tiến sâu vào Nga hơn nữa, Napoleon quyết định dừng lại ở Moskva để chờ viện binh và lương thực, đồng thời củng cố lực lượng để tiếp tục chiến dịch quân sự vào mùa xuân năm sau. Nhưng dự định đó đã bị phá sản khi mọi nguồn lương thực và viện binh của Pháp đều bị các cánh quân du kích của Nga chặn đánh, tiêu diệt không tới được với đại quân của Napoleon I. Như vậy, tuy cả hai đoàn quân đều tuyên bố thắng trận tại Borodino nhưng sau chiến thắng khốc liệt này chỉ có Quân đội Nga là có thể tồn tại được. Tới mùa đông quân Pháp rơi vào tình trạng bệnh tật và tử vong cao do thời tiết lạnh khắc nghiệt của Nga và sự thiếu lương thực trầm trọng. Napoleon buộc phải rút tàn quân khỏi Moskva, tháo chạy khỏi nước Nga theo con đường cũ Smolensk. Chiến dịch xâm lược nước Nga coi như đã thất bại. Tất cả những thiệt thòi ấy đều là hậu quả trực tiếp mà ông ta phải hứng chịu tại Borodino. Và, hai năm sau trận đánh ác liệt tại Borodino, Quân đội Nga trong niềm vui chiến thắng đã tiến vào sào huyệt Paris của địch, chấm dứt triều đại của Napoleon - nhà độc tài tài năng nhưng gây tranh cãi nhất châu Âu thời đó.
Sau khi Quân đội Đức Quốc xã tấn công Liên bang Xô viết vào năm 1941, nhà sử học E. V. Tarle và nhiều đồng nghiệp của ông đã cho ra mắt nhiều tư liệu về cuộc xâm lược của Napoleon vào năm 1812 với mục đích "cho toàn dân biét về một trong những trang sử chói lọi nhất trong lịch sử quân sự nước Nga, nhờ đó kêu gọi nhân dân cùng đấu tranh chóng bọn phát xít Đức". Cuối thời Stalin, một bộ tư liệu tiểu sử "Russkie Polkovodtsy" được xuất bản, trong đó có kể về những dũng tướng của cuộc đại chiến Borodino là Kutuzov và Bagration. Và trong các thập niên 1950 - 1960, giới sử học Liên Xô đã vinh danh vị Nguyên soái xuất sắc Kutuzov:
| “ | Chiến thắng của chiến lược và các chiến thuật của Kutuzov trong cuộc tranh đấu với Napoleon thể hiện thắng lợi của truyền thống quân sự nước Nga... | ” |